# Nationwide Airlines

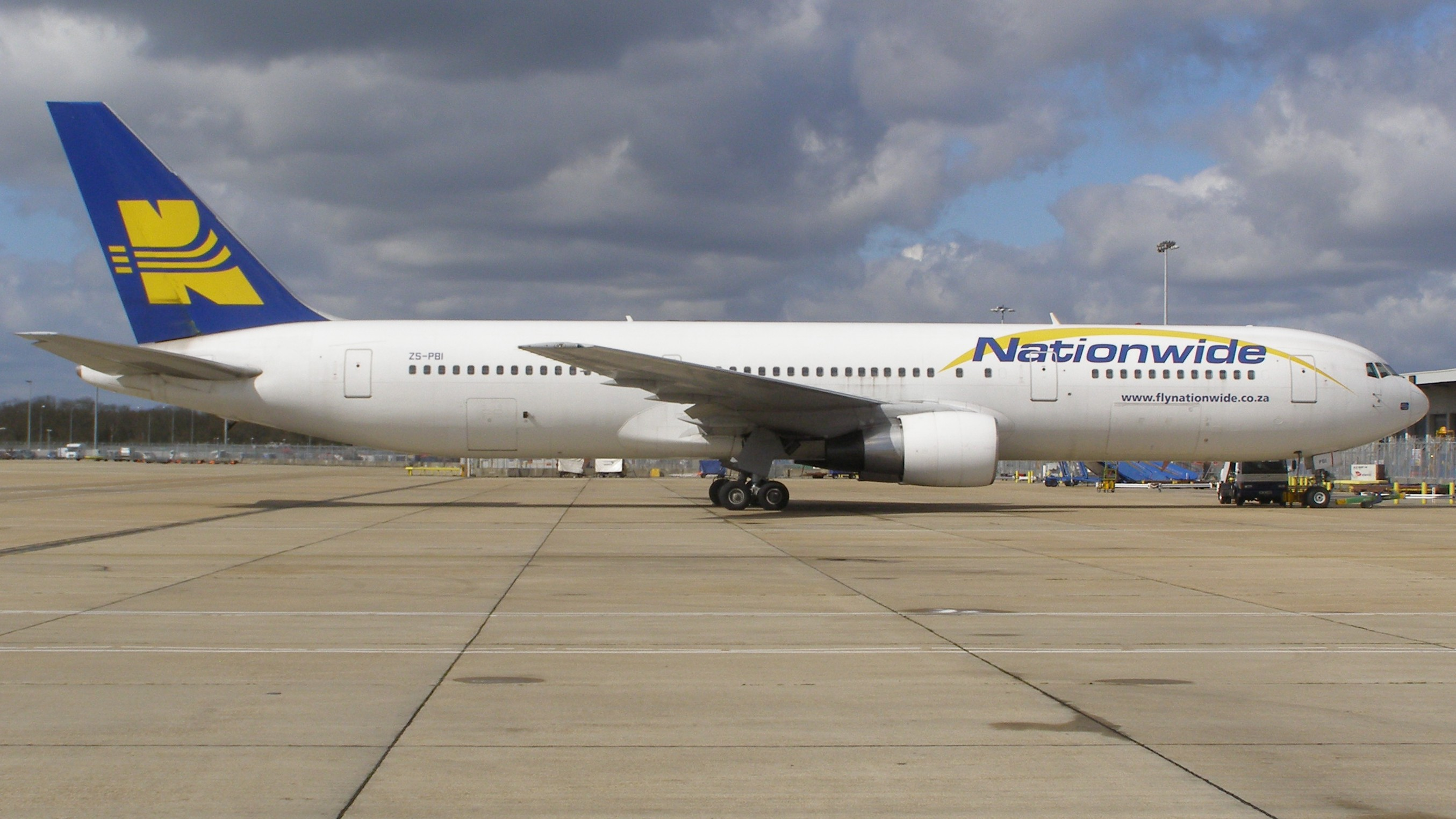
Boeing 767-300 авіакомпанії Airlines Nationwide

Nationwide Airlines — колишня південноафриканська авіакомпанія зі штаб-квартирою в місті Ласерія (передмістя Йоганнесбургу, ПАР), яка працювала на ринку пасажирських внутрішніх та міжнародних перевезень.
Портом приписки компанії і її головним транзитним вузлом (хабом) був Міжнародний аеропорт імені О. Р. Тамбо в Йоганнесбурзі.

## Історія
Авіакомпанія Nationwide Airlines була заснована в 1991 році бізнесменом Верноном Брікнеллом і почала операційну діяльність з виконання чартерних пасажирських і вантажних перевезень в Африці за контрактами з Організацією Об'єднаних Націй і в рамках Всесвітньої продовольчої програми. На початку грудня того ж року компанія запустила регулярні пасажирські маршрути, увійшовши до того часу до складу авіаційної холдингової групи поряд з компаніями Nationwide Air Charter, Nationwide Aircraft Maintenance і Nationwide Aircraft Support. У 2003 році авіакомпанія ввела регулярні міжнародні рейси на транконтинентальних широкофюзеляжних літаках. Nationwide Airlines перебувала у власності приватних інвесторів. Станом на березень 2007 року штат компанії налічував 800 співробітників.
З 2006 року керівництво авіакомпанії планувало ввести в маршрутну мережу регулярні рейси в Мюнхен і, можливо, в Шанхай або Пекін. У листопаді 2006 року повітряний флот перевізника поповнився взятими в оренду другим далекомагістральним літаком Boeing 767, який, проте, в силу ряду причин не вдалося викупити у повну власність. Паралельно керівництво Nationwide Airlines розглядало варіанти придбання інших далекомагістральних літаків Boeing 747-400 і Boeing 777-200ER. У лютому 2005 року компанія провела оновлення свого флоту, замінивши колишні лайнери на своїм першим Boeing 737-500 і ставши тим самим єдиним експлуатантом в Африці літаків даного типу.
У березні 2008 року Nationwide Airlines отримала премію як найбільш пунктуальна авіакомпанія в 2007 році на регулярному маршруті Лондон-Йоганнесбург, згідно зі статистичними даними Управління цивільної авіації Великої Британії.

## Маршрутна мережа
У квітні 2008 року маршрутна мережа авіакомпанії Nationwide Airlines включала в себе наступні пункти призначення:
- Африка
  - Південна Африка: Кейптаун, Дурбан, Джордж, Йоганнесбург, Крюгер-Парк, Порт-Елізабет, ПАР)
  - Замбія: Лівінгстон

- Європа
  - Велика Британія: Лондон — Аеропорт Гатвік

## Флот
Станом на квітень 2008 року повітряний флот авіакомпанії Nationwide Airlines становили такі літаки:
- 3 Boeing-727-200 — використовувалися в основному на чартерних та регіональних маршрутах
- 11 Boeing 737-200 — використовувалися головним чином на внутрішніх і регіональних перевезеннях
- 2 Boeing 737-500 — використовувалися в основному на внутрішніх і регіональних рейсах
- 1 Boeing 767-300ER — працював на регулярному маршруті Йоганнесбург — Гатвік

## Авіаподії і нещасні випадки
- 7 листопада 2007 року Boeing 737-200 авіакомпанії Nationwide Airlines, що виконував регулярний рейс CE723 Кейптаун-Йоганнесбург, через кілька секунд після старту на злітно-посадковій смузі Міжнародного аеропорту Кейптаун втратив правий двигун[4]. Лайнер здійснив зліт, протягом 40 хвилин виробляв паливо і очікував прибирання уламків двигуна з злітно-посадкової смуги, а потім благополучно здійснив посадку в аеропорту вильоту, ніхто з знаходилися на борту при цьому не постраждав. Аеропорт Кейптауна був закритий для прийому літаків протягом години, все прибувають рейси прямували на запасний Аеропорт Джордж[5].

### Наслідки інциденту
29 листопада 2007 року Управління цивільної авіації ПАР ввела заборону на польоти всіх літаків авіакомпанії Nationwide Airlines аж до закінчення повної перевірки їх технічного відповідності нормам авіаційної безпеки. Перевізнику було дано 30 днів для того, щоб привести повітряні судна на відповідність вимогам нормативних документів, або оскаржити поставлення УГА ПАР.
7 грудня 2007 року Управління цивільної авіації країни дозволив польоти далекомагістрального Boeing 767 на маршруті Йоганнесбург-Лондон, а на наступному тижні — виконання рейсів на цьому ж літаку по внутрішніх маршрутах.
24 грудня 2007 року компанії було дозволено використовувати всі літаки її повітряного флоту.

## Припинення діяльності
У січні 2008 року Nationwide Airlines повністю відновила свою маршрутну мережу після інциденту кінця минулого року. Тим не менш, в березні-квітні 2008 року авіакомпанія зіткнулася з 30%-ним підвищенням цін на авіаційне паливо, що укупі з загальним зниженням обсягу пасажирських перевезень у світі привело компанію на грань банкрутства.
29 квітня 2008 року керівництво Nationwide Airlines в добровільному порядку подала заяву на банкрутство авіакомпанії з подальшою її ліквідацією. Маршрутна мережа перевізника після цього відійшла інших авіапідприємствам країни.